# Juande Ramos
Juan de la Cruz Ramos Cano, mais conhecido como Juande Ramos (Ciudad Real, 25 de setembro de 1954), é um ex-treinador e ex-futebolista espanhol.

## Carreira
Em 9 de Dezembro de 2008, após maus resultados obtidos por Bernd Schuster, Juande Ramos foi anunciado como novo treinador do Real Madrid. Um dia após assumir o clube madrilenho, Juande fez sua estreia contra o Zenit São Petersburgo, da Rússia, pela Liga dos Campeões da UEFA, vencendo o jogo por 3 a 0.
Após não assumir o comando de nenhum clube desde sua saída de Madrid (ao fim da temporada europeia), Juande acabou sendo contratado em 10 de setembro de 2009, pelo CSKA Moscou, da Rússia, onde assumirá o comando deixado pelo brasileiro Zico, que não vinha obtendo bons resultados na Liga Russa (apesar do título da Copa e Supercopa da Rússia).. Em 26 de outubro, apenas seis semanas após ser contratado, Juande acabou sendo demitido, após seus maus resultados na Liga Russa e na Liga dos Campeões da UEFA.
Permaneceria fora do futebol durante quase um ano após sua saída do CSKA, tendo voltado a treinar uma equipe apenas quando recebeu uma proposta para se tornar o novo treinador do ucraniano Dnipro Dnipropetrovsk em 1 de outubro de 2011, sendo aceito, tendo Ramos firmado um contrato de quatro anos. Em Fevereiro de 2017 foi anunciado como o treinador selecionado pelo candidato Madeira Rodrigues para treinar o Sporting Clube de Portugal caso vencesse as eleições.

## Títulos
Sevilla
- Copa da UEFA: 2006, 2007
- Supercopa Europeia: 2006
- Copa da Espanha: 2007
- Supercopa da Espanha: 2007

Tottenham Hotspur
- Copa da Liga Inglesa: 2008

### Pessoais
- Troféu Miguel Muñoz: 2007